# Vladimir, Ryssland

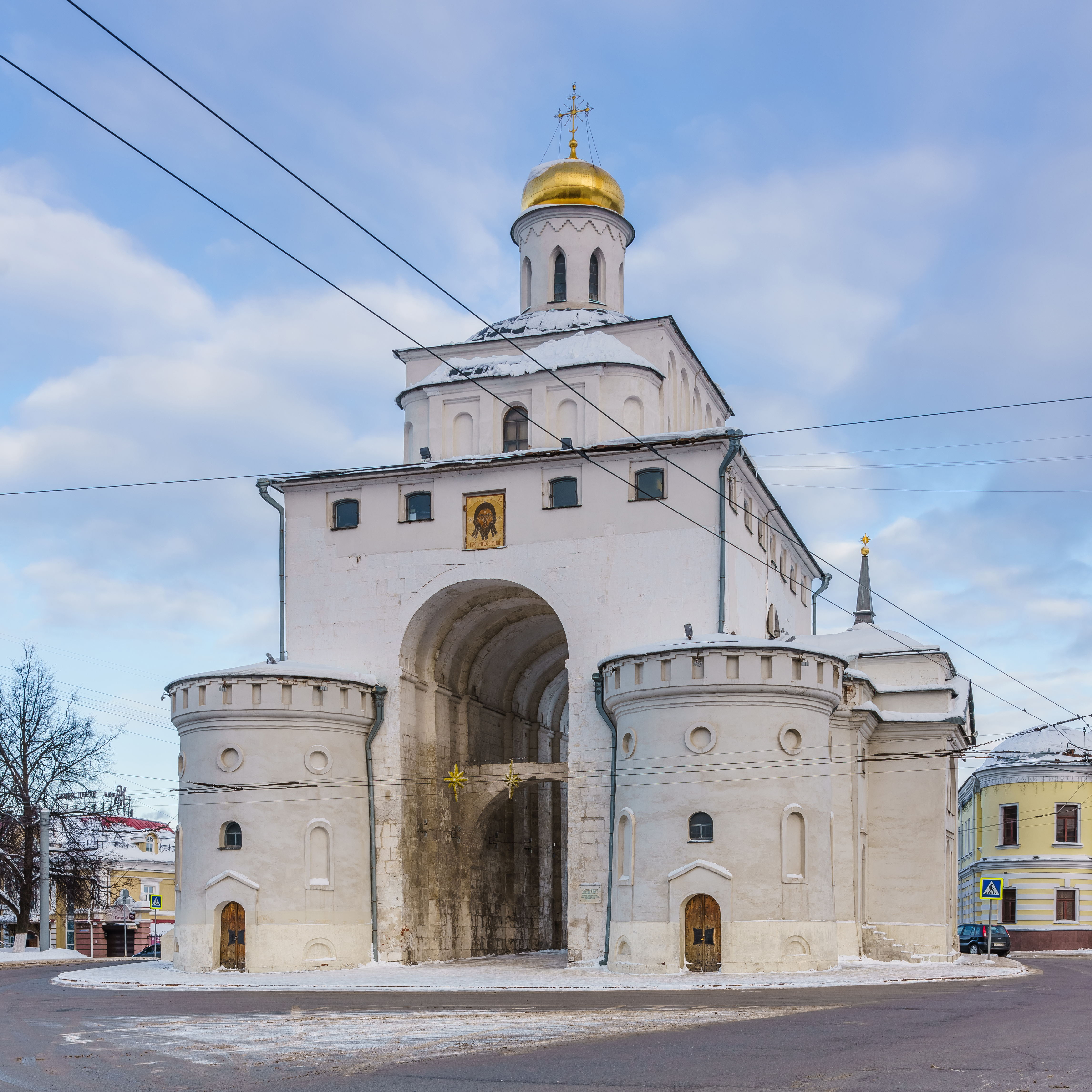
Gyllene porten i Vladimir.

Vladimir är huvudstad och största stad i Vladimir oblast i Ryssland. Staden är belägen cirka 200 kilometer öster om Moskva och har cirka 350 000 invånare.  

## Historia
Staden grundades 1107 av Vladimir II Monomachos. Den utvecklades snabbt och var under perioden 1168-1440 huvudorten i ett furstendöme med samma namn, med furstar av rurikdynastin (se Vladimir-Suzdal). År 1157 förlade också fursten av Kiev sitt residens till Vladimir, som därmed blev landets politiska centrum.
Såväl 1238 som 1293 erövrades och förstördes staden av tartarerna, men den återvann snabbt sin betydelse. Även kulturellt spelade Vladimir stor roll och blev 1300 säte för den ortodoxa kyrkans överhuvud, metropoliten, som dock redan 1325 förlade sitt residens till Moskva.
I Vladimir finns det två katedraler som idag räknas som världsarv, Uspenskij- eller Marie Himmelfärdskatedralen och Dimitrijkatedralen. I staden finns också triumfporten "Gyllene porten" samt delar av furst Andrej Bogoljubskijs palats utanför staden, alla från 1100-talet.

## Administrativt område

### Stadsdistrikt
Vladimir är indelat i tre stadsdistrikt.
| Stadsdistrikt | Invånarantal 9 oktober 2002 | Invånarantal 14 oktober 2010 | Invånarantal 1 januari 2015 |
| ------------- | --------------------------- | ---------------------------- | --------------------------- |
| Frunzenskij   | 116 607                     | 115 316                      | 116 089                     |
| Leninskij     | 119 356                     | 122 067                      | 124 140                     |
| Oktiabrskij   | 79 991                      | 107 990                      | 112 452                     |
| TOTALT        | 315 954                     | 345 373                      | 352 681                     |

Stadsgränsen har ändrats på senare tid, se tabellen nedan.

### Område under stadens administration
Vladimir administrerar även områden utanför själva centralorten. 
| Stad/Ort  | Invånarantal 9 oktober 2002 | Invånarantal 14 oktober 2010 | Invånarantal 1 januari 2015 |
| --------- | --------------------------- | ---------------------------- | --------------------------- |
| Vladimir  | 315 954                     | 345 373                      | 352 681                     |
| Energetik | 6 029                       | Ingen uppgift                | Ingen uppgift               |
| Jurjevets | 11 618                      | Ingen uppgift                | Ingen uppgift               |
| Landsbygd | 3 280                       | 2 658                        | 2 583                       |
| TOTALT    | 336 881                     | 348 031                      | 355 264                     |

Energetik och Jurjevets har numera slagits samman med centrala Vladimir.